# Chańcza (gromada)
Chańcza – dawna gromada, czyli najmniejsza jednostka podziału terytorialnego Polskiej Rzeczypospolitej Ludowej w latach 1954–1972.
Gromady, z gromadzkimi radami narodowymi (GRN) jako organami władzy najniższego stopnia na wsi, funkcjonowały od reformy reorganizującej administrację wiejską przeprowadzonej jesienią 1954 do momentu ich zniesienia z dniem 1 stycznia 1973, tym samym wypierając organizację gminną w latach 1954–1972.
Gromadę Chańcza z siedzibą GRN w Chańczy utworzono – jako jedną z 8759 gromad na obszarze Polski – w powiecie buskim w woj. kieleckim, na mocy uchwały nr 13a/54 WRN w Kielcach z dnia 29 września 1954. W skład jednostki weszły obszary dotychczasowych gromad Chańcza, Jasień i Wola Osowa ze zniesionej gminy Kurozwęki w tymże powiecie. Dla gromady ustalono 13 członków gromadzkiej rady narodowej.
1 stycznia 1956 gromadę włączono do powiatu staszowskiego w tymże województwie.
31 grudnia 1961 do gromady Chańcza przyłączono wsie Korytnica i Papiernia Korytnicka ze zniesionej gromady Kotuszów.
Gromada przetrwała do końca 1972 roku, czyli do kolejnej reformy gminnej.